# Zbigniew Trześniowski
Zbigniew Trześniowski (ur. w marcu 1938 w Łańcucie) – polski pisarz, folklorysta i regionalista. Popularyzator podań i legend związanych z okolicami Łańcuta.

## Biografia
Był synem Bronisława i Stanisławy z domu Dubiel. Ukończył Liceum im. Henryka Sienkiewicza w Łańcucie. Potem pracował w łańcuckim magistracie.
Jego zainteresowania obejmowały dzieje miasta i regionu. Spisywał legendy i opowieści związane z okolicami Łańcuta. Zajmował się też opracowywaniem historii krzyży i kapliczek przydrożnych, których zewidencjonował i opisał ponad pół tysiąca. Jego artykuły i gawędy publikowane są w "Łańcuckim Biuletynie Miejskim" i innych czasopismach regionalnych, a także w publikacjach książkowych.
W 1999 roku został wyróżniony przez Ministra Kultury i Sztuki RP Złotą Odznaką „Za opiekę nad zabytkami”, a w 2002 roku Nagrodą I Stopnia im. Franciszka Kotuli (Rzeszów 2002).

## Wybrane publikacje
- Didko spod kamiennego mostu (1999),
- Włodarze przedmiejskich łanów (2000),
- W zakamarkach łańcuckiej okolicy (2002),
- Ludzie z Nawsia. O Przedmieściu Łańcuckim z lat 1800–1930 (2003),
- Sport w Łańcucie, cz. 1 (2004),
- Księża Góra. Znane i nieznane legendy znad Wisłoka (2005),
- Sport w Łańcucie, cz. 2 (2006),
- Wokół Tyczyńskiego wzgórza. 640 lat Tyczyna (1368–2008) (2007),
- Od Rzeszowa... Legendy i opowieści regionu rzeszowskiego (2008),
- Łańcut i okolice. Przewodnik (2009),
- Ziemia kolbuszowska. Przewodnik (współautorstwo, 2010),
- 100 lat łańcuckiego mleczarstwa spółdzielczego (2012),
- 106 lat rzeszowskiego mleczarstwa spółdzielczego (1906–2012) (2012),
- Legendy ziemi lubaczowskiej (2013),
- W miasteczku Łańcucie. Wspomnienia (2013),
- Boże latarnie. Kapliczki i krzyże w Łańcucie i okolicy (2014),
- Legendy ziemi kolbuszowskiej (2014),
- Pogwarki i gadki rzeszowskie (2014),
- W granicach miasta. O Łańcuckim Przedmieściu z lat 1930–1950 (2015),
- 40-lecie działalności Miejskiego Ośrodka Sportu i Rekreacji w Łańcucie (2015), (monografia jubileuszowa pod redakcją Z. Trześniowskiego, J. Hałki),
- Rodzina Trześniowskich ze Staromieścia (2015), (monografia pod redakcją Z. Trześniowskiego, Z. Dubiel),
- To i owo o Łańcucie. Gawędy (2015).